# Печатка Монтани

Велика печатка штату Монтана — державний символ штату Монтана, США. Була прийнята 1865 року, коли Монтана була територією Сполучених Штатів. Коли вона 1889 року стала штатом, було ухвалено використовувати ту ж печатку. 1891 року було внесено пропозиції внести зміни до дизайну печатки або прийняти нову, проте жодну з них не було підтримано. 

## Дизайн
Зовнішнє коло печатки містить текст "Велика печатка штату Монтана". На внутрішній частині печатки зображено пейзаж — гори, рівнини і ліси Великого водоспаду на річці Міссурі. Плуг, кирка і лопата, зображені на передньому плані, представляють галузь штату. У нижній частині печатки зазначено девіз штату «Oro у Plata», що означає іспанською "золото і срібло".